# Harold Lloyd, der Strohmann
Harold Lloyd, der Strohmann ist eine US-amerikanische Filmkomödie aus dem Jahre 1934 von Sam Taylor mit Harold Lloyd in der Hauptrolle.

## Handlung
Ezekiel Cobb, der ein wenig naive, in China aufgewachsene Sohn eines amerikanischen Missionars, wird eines Tages zurück in seine Geburtsstadt geschickt, um dort nach einer passenden Ehefrau zu suchen. In Stockport soll er bei dem Familienfreund Reverend Withers als Hausgast leben, der jedoch schon vor der ersten gemeinsamen Begegnung stirbt. Withers war als Kandidat bei der anstehenden Wahl zum Bürgermeister angedacht. Der korrupte Wahlkampfleiter Jake Mayo sieht in Ezekiel den idealen Ersatz für den verstorbenen Kandidaten, denn es geht vor allem darum, einen möglichst aussichtslosen Scheingegner für den übermächtigen Bürgermeister Ed Morgan aufzustellen. Um den selbst in kriminelle Machenschaften involvierten Morgan herum hat sich über die Jahre ein gut funktionierender Sumpf aus Korruption gebildet, der nicht durch einen potenziell guten Gegenkandidaten gefährdet werden soll. So gerät Ezekiel in die Mühlen der städtischen Politik.
Ezekiel, von Natur aus ein Mann reinen Herzens, und zudem mit der amerikanischen Gesellschaft unvertraut, kann mit der allgegenwärtigen Falschheit und Verschlagenheit nicht umgehen. Er glaubt zunächst alles, was man ihm sagt, sogar, dass Mayo sich als ehrliche Haut und großer Politreformer ausgibt. Ezekiels Image als „reiner Tor“ macht ihn zum idealen Opfer der abgezockten Politprofis, und somit eignet er sich prächtig als deren unwissender „Handlanger“, auf Englisch: „Cat’s Paw“ (so der Originaltitel). Durch einige Vorkommnisse steigt die Popularität von Cobb wider Erwarten, unter anderem, dass er Ed Morgan vor einem Nachtclub niederschlägt, als dieser einen Zeitungsjungen gehauen hatte. Sollte Ezekiel wider Erwarten gewinnen, möchten Mayo und seine Verbündeten ihn im Amt des Bürgermeisters wie eine Handpuppe steuern. Und tatsächlich: er gewinnt die Wahl!
Doch wider Erwarten lässt sich Ezekiel aber nicht so leicht herumschubsen und missbrauchen wie angenommen, im Gegenteil: er nimmt seine neue Aufgabe sehr ernst und hat wahlweise für jede noch so missliche und schwierige Situation eine chinesische Spruchweisheit seines Lieblingspoeten Ling Po parat. Bald erkennt Cobb jedoch die Machenschaften seiner angeblichen Förderer, und er beschließt, in Stockport gründlich aufzuräumen. Doch das Politestablishment schlägt zurück und versucht, Cobb zu instrumentalisieren und zu manipulieren. Schließlich wird ihm eine Korruptionsaffäre untergeschoben und er soll des Amtes enthoben werden. Doch nun schart Ezekiel auch seine Mannen hinter sich. Dabei handelt es sich vor allem um Vertraute und Freunde aus der chinesischen Gemeinde vor Ort. Auch der von Ezekiels Idealismus beeindruckte Mayo gibt sich einen Ruck und steht ihm zur Seite.
Kurzerhand werden die korrupten Polithasen, ihre hinterlistigen Unterstützer und die Gangster der Stadt entführt und in dem düsteren Keller des mit Cobb befreundeten Antiquitätenhändlers Tien Wang festgehalten. Ezekiel droht den Gekidnappten: Da die westlichen Methoden sich bei ihnen nicht bewährt hätten, würde er nun erprobte, chinesische Methoden der Antike anwenden: Entweder sie würden ihre Verfehlungen eingestehen, oder jeder von ihnen werde hingerichtet. Keiner der Gekidnappten glaubt, dass dieser harmlose Tölpel aus China zu einer derartigen Bluttat imstande wäre. Doch als Cobb sich einen der Männer schnappt und mit ihm ins Nebenzimmer geht, wo der arme Sünder um sein Leben schreit, wird der korrupten Politbande allmählich mulmig. Mit dem abgetrennten Kopf auf der Brust des Torsos, wird der leblose Körper vor den schreckensbleichen Entführungsopfern herausgetragen. Danach wird der Anführer Ed Morgan geholt, und das Spiel scheint sich zu wiederholen. Doch natürlich ist Ezekiel Cobb, der herzensgute Missionarssohn, der für jede Situation eine chinesische Lebensweisheit kennt, überhaupt nicht imstande, eine solch grausame Tat zu begehen. Er hat sich der Zauberkunst des „Großen Chang“ bedient, eines Magiers, der gerade durch die Vereinigten Staaten tourt und die Zuschauer mit seinen Ticks verblüfft. Kopflos ist lediglich das Verhalten der um ihr Leben fürchtenden, entführten Männer im Keller.
Tatsächlich zeigten Cobbs Tricksereien bei den hartgesottenen Politganoven ihre Wirkung. Die im Keller Festgehaltenen gestehen ihre kriminellen Taten und unterschreiben Geständnisse. So gelingt es Cobb schließlich, den ganzen Unrat, der sich all die Jahre lang der Stadt Stockport bemächtigt hat, auf seine ganz persönliche „chinesische Methode“ hinwegzufegen. In der hübschen Petunia Pratt findet er obendrein nicht nur eine Unterstützerin, sondern auch noch die Frau fürs Leben. Ezekiel Cob beschließt, nicht mehr nach China zurückzukehren und sagt fortan der Korruption und dem Verbrechen in Stockport den Kampf an. Doch zu seiner größten Überraschung ist es ausgerechnet Pet, seine Zukünftige, die ihn dazu überredet, doch nach China zurückzukehren.

## Produktionsnotizen
Harold Lloyd, der Strohmann entstand vom 30. Januar bis zum 23. April 1934 und wurde am 30. Juli 1934 uraufgeführt. Massenstart war am 7. August 1934. Die deutsche Premiere fand am 30. November 1934 statt. In Österreich, wo der Streifen wenig später anlief, wählte man den Verleihtitel „Das Schwert des Foo Wang“.
Die Filmbauten entwarf Harry Oliver. Alfred Newman hatte die musikalische Leitung.

## Wissenswertes
Der Film besitzt einige Elemente – der „reine Tor“, der sich abgezockter Typen und zumeist auch korrupter Kräfte (aus Politik, Staat und Wirtschaft) erwehren muss –, die in der zweiten Hälfte der 1930er Jahre typisch für die wichtigsten und idealistischsten Inszenierungen Frank Capras werden sollten. „Strohmann“-Ideengeber Clarence Budington Kelland lieferte bereits ein Jahr später mit seiner Kurzgeschichte “Opera Hat” auch den Stoff für Mr. Deeds geht in die Stadt, und Capras Mr. Smith geht nach Washington erzählt gleichfalls eine Geschichte von einem grundanständigen und herzensguten Mann aus der Provinz (James Stewart), der sich in das politische Haifischbecken Washingtoner Großpolitik begibt und dort mit Schlauheit gründlich aufräumt und seine Herausforderer mit ihren eigenen Mitteln schlägt.

## Kritiken
„‚The Cat's Paw‘, Mr. Lloyds erster Film seit zwei Jahren, ist eine Farce, die mehr von ihrer Geschichte als von den Gags getragen wird. In der Tat besteht ihr Produzent und herausragender Hauptdarsteller darauf, dass sie frei von Gags und darüber hinaus einer von zwei Filmen ist, die er nach einem vorliegenden Drehbuch umgesetzt hat. Das macht nun eher wenig aus, da man die Qualität des Films an den Resultaten messen soll, die er enthält. (…) Mr. Lloyd erledigt seine Rolle ziemlich gut, speziell in den späteren Szenen. Miss Merkel ist ausgezeichnet als das Mädchen, das schlussendlich mit Cobb sympathisiert. Mr. Barbier erledigt eine ausgezeichnete Arbeit als beschäftigter Politiker, und Alan Dinehart leistet gute Arbeit als schuftender Ex-Bürgermeister.“

„Der Film hat seine Lacher, aber er nähert sich ihnen im Schneckentempo.“

Paimann’s Filmlisten resümierte: „Die ersten beiden Drittel des Films sind eine Satyre auf amerikanische Verhältnisse, die hier nicht von allen verstanden wird, und leben nur von Lloyd‘s darstellerischer Potenz und dem mit chinesischen Zitaten durchsetzten Dialog, welchen man bis auf einige Berlinismen recht gut eingedeutscht hat. Im letzten Drittel eine Folge fulminanter Folge grotesker Vorgänge auch tonlich und photographisch guten Film für die Harold Lloyd-Gemeinde über den Durchschnitt hebt.“

„Merkwürdige capraeske Komödie findet eine seltsame Auflösung, als Lloyd das Gesetz in seine eigene Hand nimmt. Eine wirkliche Kuriosität.“

„Äußerst zahme Starkomödie aus der Zeit, als er sich selbst eher als Charakterkomiker denn als Slapstick-Ass sah.“